# Cónclave de septiembre de 1503
El cónclave papal celebrado en septiembre de 1503 eligió como papa a Pío III para suceder al fallecido Alejandro VI. Debido a las guerras de Italia, el Colegio cardenalicio fue rodeado por tres ejércitos potencialmente hostiles, uno fiel a Luis XII de Francia, otro bajo las órdenes de Fernando II de Aragón y el último dirigido por el cardenal César Borgia (hijo de Alejandro VI).
La participación de treinta y nueve cardenales, hecha posible por el retraso en los funerales de Alejandro VI, hizo que este fuera el cónclave más grande de la historia, hasta ese momento, en términos del número de electores. Hubo 21 cardenales italianos, 11 españoles y 7 franceses. Una convergencia de factores deshizo años de planificación por parte de Luis XII y su predecesor Carlos VIII de Francia para promover la candidatura de Georges d'Amboise. Después de haber recibido menos votos de lo esperado en la primera votación por la candidatura independiente de Giuliano della Rovere y la pérdida de control de los cardenales españoles por César Borgia, d'Amboise dio su apoyo a Francesco Piccolomini, que fue elegido como Pío III, en la segunda votación, a pesar de recibir solo cuatro votos en la primera.

## Cardenales Electores

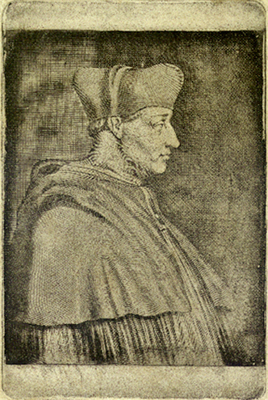
Georges d'Amboise, el candidato de Luis XII

El cardenal Georges d'Amboise era el favorito de Luis XII, y también se esperaba el apoyo de la facción del cardenal Giuliano della Rovere (futuro papa Julio II), que había huido a Francia debido a una disputa con Alejandro VI. Por otra parte, Carlos VIII y más tarde Luis XII había estado haciendo campaña por d'Amboise durante años y había entrado en un tratado secreto con César Borgia por el apoyo de los 11 cardenales españoles (más leales a César que al monarca español) a cambio del mantenimiento de sus numerosas reclamaciones territoriales. Ascanio Sforza, que había sido tomado prisionero por los franceses en 1500, cuando capturaron la ciudad de Milán, fue liberado también a cambio de su promesa de votar por d'Amboise.
D'Amboise fue financiado también con una gran suma de oro y no se escatimaron medios de soborno. El pueblo romano lo aclamó como el próximo Papa, cuando entró triunfalmente en la ciudad el 10 de septiembre. 
Un agente francés informó al Colegio cardenalicio que el rey consideraría como una "afrenta grave" que el cónclave comenzase antes de la llegada de d'Amboise y de los cardenales franceses. En lugar de retrasar el cónclave más de los diez días de respeto después del funeral del Papa, el Colegio optó por retrasar el funeral de Alejandro VI para dar cabida a esa demanda, y el cónclave comenzó el 21 de septiembre. d'Amboise y sus seguidores pudieron llegar a tiempo y solo dos de los ocho cardenales ausentes eran franceses.

## Escrutinios
Francesco Piccolimini fue elegido en el segundo escrutinio. Según los escritos de los "cónclavistas", no se está de acuerdo sobre el número de votos recibidos por el papable número 3 en el primer escrutinio. Baumgatner dice que la cuenta más exacta sería de 15 votos a favor de della Rovere, 13 a d'Amboise, y 4 a Piccolomini. Esto fue una mala noticia para d'Amboise, que sabía que muchos de sus partidarios se habían comprometido a votar por él solo en el primer escrutinio. Por lo tanto, d'Amboise dio su apoyo a Piccolomini.
Piccolomini fue elegido por accessus en el segundo escrutinio, tomando el nombre de Pío III en honor a su tío Pío II. A la edad de 64 años, Piccolomini estaba demasiado enfermo, incluso para asistir a esta última votación. Debido a que solo era un diácono, Piccolomini fue ordenado obispo por della Rovere, solo para morir el 18 de octubre de aquel año.

## Electores
- Oliviero Carafa
- Giuliano della Rovere
- Jorge da Costa
- Girolamo Basso della Rovere
- Lorenzo Cybo de Mari
- Antonio Pallavicini Gentili
- Francesco Todeschini Piccolomini
- Giovanni Antonio Sangiorgio
- Bernardino López de Carvajal
- Juan de Castro
- Domenico Grimani
- Georges d'Amboise
- Jaime Serra
- Francisco de Borja
- Juan Vera
- Ludovico Podocataro
- Antonio Trivulzio
- Giovanni Stefano Ferrero
- Juan Castellar y de Borja
- Francisco de Remolins
- Francesco Soderini
- Niccolò Fieschi
- Francisco Desprats
- Adriano Castellesi
- Jaime de Casanova
- Raffaele Riario
- Giovanni Colonna
- Ascanio Sforza
- Giovanni de' Medici
- Federico Sanseverino
- Giuliano Cesarini
- Alessandro Farnese
- Luigi d'Aragona
- Amanieu d'Albret
- Pedro Luis de Borja
- Marco Corner
- Francisco Lloris y Borja

### Ausentes
- Luis de Milá y de Borja
- Raymond Pérault
- Guillaume Briçonnet
- Philippe de Luxembourg
- Tamás Bakócz
- Melchior von Meckau
- Pietro Isvalies
- Ippolito d'Este